# Contraforte (instrumento musical)
O contraforte é um instrumento musical de sopro de palheta, criado por Benedikt Eppelsheim e Guntram Wolf, desenvolvido a partir do contrafagote. Possui um som grave vigoroso e nítido, mais nítido que o contrafagote; seu formato lembra um sarrussofone ou um contrafagote. É considerado um instrumento transpositor de oitava; sua tessitura conforme o som é lá -2 a sol 3 (de A0 a G4); e conforme a escrita lá -1 a sol 4 (de A1 a G5). 